# Vanna (band)
Vanna was een Amerikaanse posthardcoreband, afkomstig uit Boston, Massachusetts. Zij waren actief van 2004 tot 2017.

## Biografie
De band werd in december 2004 opgericht door de gitaristen Nicholas Lambert en Evan Pharmakis. Nadat de twee een demo opgenomen hadden rekruteerden zij drummer Brandon Davis, bassist Shawn Marquis, en zanger Joe Bragel, met wie zij hun debuut EP This Will Be Our Little Secret. Het succes van deze EP leverde de band een contract op bij Epitaph Records, bij wie zij tekenden op 15 november 2005. Via Epitaph brachten zij vervolgens ook hun eerste twee albums Curses en New Hopes uit in respectievelijk 2007 en 2009.
In augustus 2010 tekende de band een contract bij Artery Records. Hier brachten zij het album And They Came Baring Bones dat geproduceerd werd door Matt Goldman uit. Op 2 februari 2012 kondigden mede-oprichter en gitarist Evan Pharmakis en drummer Chris Campbell aan dat zij de band zouden verlaten. Zij zouden uiteindelijk vervangen worden door Eric Gross en Joel Pastuszak. Later dat jaar was de band onderdeel van de Warped Tour 2012.
In 2013 dropte de band vervolgens het album The Few and the Far Between, waarna ze de rest van 2013 en 2014 vooral toerend doorbrachten. In 2015 brachten ze het album Void uit. Dit album week in stijl af van eerdere albums en kenmerkte de switch van screamo/posthardcore naar metalcore die de band had gemaakt. In augustus dat jaar werd bekendgemaakt dat de band als voorprogramma voor Beartooth door Noord-Amerika zou gaan toeren. 
Op 28 april 2017 kondigde de band haar laatste tour, getiteld All Good Things Must Come To An End aan, waarbij de toenmalige bandleden samen met meerdere oud-bandleden op afscheidstournee zou gaan. Op 15 december 2017 gaf de band in het Worcester Palladium haar laatste show.

## Bezetting
Laatste line-up
- Davey Muise – leidende vocals  (2009–2017)
- Nicholas Lambert – gitaar, vocals (2004–2017)
- Shawn Marquis – bas, vocals (2005–2017)
- Seamus Menihane - drums, percussie (2015–2017)

Tourleden
- Casey Aylward – gitaar, vocals (2017)

Voormalige leden
- Joe Bragel – vocals (2005–2006)
- Joel Pastuszak – gitaar, programmering, keyboard, vocals (2012–2017)
- Brandon Davis – drums (2005–2008)
- Chris Preece – vocals (2006–2009)
- Chris Campbell - drums  (2008–2012)
- Evan Pharmakis - gitaar, vocals, keyboard, programmering  (2004–2012)
- Eric "Rabbit" Gross - drums  (2012–2015)

Tijdlijn

## Discografie
Studioalbums
| Datum          | Titel                       | Record label       | Billboard notering                                     |
| -------------- | --------------------------- | ------------------ | ------------------------------------------------------ |
| 24 april, 2007 | Curses                      | Epitaph Records    |                                                        |
| 21 maart, 2009 | A New Hope                  | Epitaph            | #31 (Heatseekers)                                      |
| 21 juni, 2011  | And They Came Baring Bones  | Artery Recordings  | #42 (Independent), #22 (Hard Rock) & #8 (Heatseekers)  |
| 19 maart, 2013 | The Few and the Far Between | Artery Recordings  | #39 (Independent), #16 (Hard Rock) & #12 (Heatseekers) |
| 17 juni, 2014  | Void                        | Pure Noise Records | #157 (Top 200)                                         |
| 8 juli, 2016   | All Hell                    | Pure Noise         | #2 (Heatseekers)                                       |

Ep's
| Datum             | Titel                          | Record label            | Billboard notering |
| ----------------- | ------------------------------ | ----------------------- | ------------------ |
| 2005              | Demo                           | Zelfstandig uitgebracht |                    |
| augustus 2005     | This Will Be Our Little Secret | Zelfstandig uitgebracht |                    |
| 10 maart, 2006    | Therefore I Am / Vanna         | Robotica Records        |                    |
| 6 juni, 2006      | The Search Party Never Came    | Epitaph Records         |                    |
| 12 oktober, 2010  | The Honest Hearts              | Artery Recordings       | #18 (Heatseekers)  |
| 17 december, 2013 | Preying/Purging                | Zelfstandig uitgebracht |                    |
| 2 oktober, 2015   | ALT                            | Pure Noise Records      |                    |